# 임헌일
임헌일(1983년 11월 13일 ~ )은 2003년 15회 유재하 음악경연대회 출신 싱어송라이터이다. 이적, 이소라, 김동률 등 뮤지션의 기타 세션으로도 활동하였다. 정원영밴드, 브레멘을 거쳐 2009년 같은 유재하 음악경연대회 출신인 정준일 및 재즈 드러머 이현재와 함께 밴드 메이트를 결성, 본격적으로 이름을 알리게 되었다. 2011년 4월 공익근무요원으로 입대하면서 활동을 중단하였다. 2013년 5월 전역하자마자 첫 단독 콘서트를 열었고, 그해 6월 첫 솔로앨범인 '1집 사랑이 되어가길'을 내 놓았다. 본인의 음악 뿐만 아니라 수많은 다른 뮤지션의 음반에도 작사, 작곡, 기타 세션, 프로듀싱으로 참여하였다.
또한, 라디오 DJ로서 2010년 정준일과 함께 KBS DMB 메이트의 라디오 플래닛을 진행하였다. 2015년에는 밴드 아이엠낫을 결성하여 밴드 활동과 솔로 활동을 병행하고 있다.

## 학력
- 서울예술대학 실용음악과

## 음악 활동
- 2006.10.19 밴드 브레멘 1집 《너에게 가다》
- 2009.04.27 밴드 메이트 1집 Be Mate
- 2010.01.20 밴드 메이트 미니앨범 With Mate
- 2011.03.11 밴드 메이트 싱글앨범 Transform
- 2011.05.19 밴드 메이트 영화 Play OST
- 2013.06.04 임헌일 1집 《사랑이 되어가길》
- 2014.11.05 밴드 메이트 미니앨범 End Of The World
- 2015.04.30 밴드 아이엠낫(iamnot) 데뷔 싱글 The Brand New Blues
- 2015.07.03 밴드 아이엠낫(iamnot) 싱글 Do It
- 2015.08.07 밴드 아이엠낫(iamnot) 싱글 HeiyHeiy
- 2015.09.15 밴드 아이엠낫(iamnot) EP 앨범 whoami
- 2015.12.18 밴드 아이엠낫(iamnot) 더블싱글 Hold The Night
- 2016년 2월 임헌일 소품집 "곁에"
- 2016.06.15 밴드 아이엠낫(iamnot) 싱글 Break The Wall
- 2016.09.30 임헌일 싱글 BAD/GOOD
- 2017.03.01  임헌일 싱글앨범  누군가를 향한 마음
- 2017.05.26 밴드 아이엠낫(iamnot) 싱글 Hope
- 2017.09.15 밴드 아이엠낫(iamnot) 싱글 그 자리에 있어줘
- 2017.10.30 밴드 아이엠낫(iamnot) 싱글 Come Back
- 2017.12.20 밴드 아이엠낫(iamnot) 싱글 시간
- 2018.05.19 밴드 아이엠낫(iamnot) 무법 변호사 OST Part 1 Burn It Up
- 2018.08.10 밴드 아이엠낫(iamnot) 싱글앨범 Color (UP All Night, Crazy)

## 참여음반
- 2004.12.01 《제15회 유재하 음악경연대회》 : 너의 기억
- 2009.12.08 영화 《결혼식 후에 OST》 : 달콤한 휴식 - 정준일, 임헌일
- 2011.06.16 신혜성 4집 THE ROAD NOT TAKEN : 생각해봐요 (작사/곡)
- 2011.12.27 신혜성 스페셜앨범 embrace : 전곡 작사/곡, 프로듀싱
- 2012.12.04 신혜성 스페셜앨범 WINTER POETRY : 끝인가봐요, 그대라면 좋을텐데 (작사/곡)
- 2013.07.03 존 박 1집 INNER CHILD : 어디있나요 (양시온, 임헌일 편곡)
- 2014.04.11 이소라 8집 《8》 : 나 focus, 쳐 (작곡)
- 2016.10.07 이승환 싱글 Fall to fly-後 : 그저 다 안녕 (편곡)
- 2017.03.02 박지윤 9집 parkjiyoon9 : 어디로 가고 있는 걸까, 그러지마요  (편곡)
- 2018.10.22 이문세 16집 BETWEEN US : 빗소리  (작사/곡/편곡)

## 방송, 영화
- 2010-2011년 KBS DMB RADIO 《메이트의 라디오 플래닛틀:다시듣기》- 진행
- 2011년 영화 《플레이》 - 헌일 역
- 2015.05.14 《EBS 스페이스공감》 1123회 - 나의 독백
- 2016.01.28 《EBS 스페이스공감》 1195회 - 특별기획 <재즈의 비밀 ①> 보관됨 2016-11-09 - 웨이백 머신 진행
- 2016.02.04 《EBS 스페이스공감》 1197회 - 특별기획 <재즈의 비밀 ②> 보관됨 2016-11-09 - 웨이백 머신 진행
- 2016.02.11 《EBS 스페이스공감》 1199회 - 특별기획 <재즈의 비밀 ③> 보관됨 2016-11-09 - 웨이백 머신 진행
- 2016.02.18 《EBS 스페이스공감》 1201회 - 특별기획 <재즈의 비밀 ④> 보관됨 2016-11-09 - 웨이백 머신 진행
- 2016.10.05 ~ tvN 뮤직 프로듀싱 배틀 쇼 《노래의 탄생》 - 기타리스트로 참여
- 2016.10.27 《EBS 스페이스공감》 1271회 - 기획시리즈 <2016 G3> 1. Modern Love 임헌일, 이수륜, 지니킴 보관됨 2016-11-09 - 웨이백 머신
- 2017.06.01 《EBS 스페이스공감》 1333회 - 본능을 탐하다 아이엠낫 보관됨 2018-01-02 - 웨이백 머신
- 2017.02.11~ SBS POWER FM(107.7) 《AFTER CLUB》- 토요일 DJ '임헌일의 폴링 인 러브' 진행